# 찰스 에번스 (산악인)
로버트 찰스 에번스 경(Sir Robert Charles Evans, 1918년 10월 19일 ~ 1995년 12월 5일)은 영국의 산악인, 의사, 교육자이다.

## 등반
존 헌트가 이끄는 1953년 영국 에베레스트 원정대의 부대장으로 참여했다. 5월 26일, 톰 버딜런(Tom Bourdillon)과 함께 에베레스트 남봉의 첫 등반에 성공했으나, 주봉 정상을 수백 미터 앞두고 발을 돌려야 했다. 3일 후인 5월 29일, 원정대 동료인 에드먼드 힐러리와 텐징 노르가이가 에베레스트 첫 등반에 성공했다.
에반스는 1955년 세 번째로 높은 산인 칸첸중가 원정대의 원정대장으로 참여, 첫 등반을 이끌었다. 이듬해에 왕립지리학회에서 금메달을 받았다.
1958년부터 1984년까지 북웨일스 유니버시티 칼리지(지금의 뱅고어 대학교)의 총장을 맡기도 했다. 1967년부터 1970년까지는 영국 알파인 클럽의 회장을 역임했다.

## 서훈
- 1969년 기사작위(Knight Bachelor) 서임[2]